# Jiří Jelínek (voják)
Jiří Jelínek, křtěný Jiří Alois, někdy též uváděn Jiří Alois Jelínek (12. prosince 1887 Lochovice – 20. června 1919 Nové Zámky), podplukovník in memoriam, velitel československého 39. střeleckého pluku.

## Život
Narodil se 12. prosince 1887 v Lochovicích v rodině ředitele přádelny. Po vystudování obchodní akademie v Praze působil jako úředník, před 1. světovou válkou u Živnostenské banky. Ve válce padl 8. prosince 1914 do srbského zajetí. V druhé polovině roku 1915 vstoupli do srbské armády a v bojích byl dvakrát raněn. Na jaře 1918 vstoupil do československého vojska ve Francii, kde byl zařazen k 22. československému střeleckému pluku. V říjnu 1918 se v Itálii stal velitelem roty 35. československého střeleckého pluku, krátce byl v hodnosti majora přidělen do štábu 7. divize v Hodoníně. 1. června 1919 se stal velitelem 39. československého střeleckého pluku. Při bojích proti maďarské armádě v okolí Komárna byl střelen kulometem do prsou a v Nových Zámcích zemřel. Pohřeb se konal v Praze, kde je též pochován. Smutečního průvodu ze zúčastnil prezident T. G. Masaryk a mnoho veřejných a vojenských činitelů.

## Vyznamenání
- Croix de guerre
- Řád bílého orla (Srbsko) 5. třídy s meči
- Československá revoluční medaile
- Československý válečný kříž 1914–1918